# Commissione Bilancio, tesoro e programmazione della Camera dei deputati
La Commissione permanente V Bilancio, tesoro e programmazione è un organo della Camera dei deputati della Repubblica italiana.

## Funzione
La V Commissione ha competenza per i disegni di legge riguardanti le specifiche materie dell'ordinamento sui bilanci e dei servizi del Ministero della finanza, nonché per i disegni di legge riguardanti la materia sui bilanci e sulla programmazione economica e del tesoro.

## Composizione
La Commissione è composta da 31 deputati (di cui 2 segretari, 2 vicepresidenti di cui 1 componente esterno, e un presidente) scelti in modo omogeneo tra i componenti della Camera dei deputati, in modo da rispecchiarne le forze politiche presenti. Essi sono scelti dai gruppi parlamentari (e non dal Presidente, come invece accade per l'organismo della Giunta parlamentare): per la nomina dei membri ciascun Gruppo, entro cinque giorni dalla propria costituzione, procede, dandone comunicazione alla Presidenza della Camera, alla designazione dei propri rappresentanti nelle singole Commissioni permanenti.
Ogni deputato chiamato a far parte del governo o eletto presidente della Commissione è, per la durata della carica, sostituito dal suo gruppo nella Commissione con un altro deputato, che continuerà ad appartenere anche alla Commissione di provenienza. Tranne in rari casi nessun Deputato può essere assegnato a più di una Commissione permanente. Le Commissioni permanenti sono rinnovate dopo il primo biennio della legislatura ed i loro componenti possono essere confermati, ma i gruppi parlamentari possono cambiare i propri membri autonomamente in qualsiasi momento, sostituendoli, aggiungendoli o rimuovendoli, modificando di conseguenza anche il numero totale dei componenti della Commissione.

## Presidenti
| N°                                                   | Presidente     | Presidente     | Presidente                      | Gruppo parlamentare | Mandato           | Mandato           | Legislatura  |
| N°                                                   | Presidente     | Presidente     | Presidente                      | Gruppo parlamentare | Inizio            | Fine              | Legislatura  |
| ---------------------------------------------------- | -------------- | -------------- | ------------------------------- | --- | ----------------- | ----------------- | ------------ |
| V Bilancio e partecipazioni statali                  |                |                |                                 | |                   |                   |              |
| 1                                                    |                |                | Giuseppe Pella (1902-1981)      | Democratico cristiano | 30 luglio 1958    | 10 marzo 1959     | III (1958)   |
| 2                                                    |                |                | Rodolfo Vicentini (1896-1974)   | Democratico cristiano | 11 marzo 1959     | 15 maggio 1963    | III (1958)   |
| 3                                                    |                |                | Ugo La Malfa (1903-1979)        | Partito Repubblicano | 12 luglio 1963    | 23 novembre 1965  | IV (1963)    |
| 4                                                    |                |                | Flavio Orlandi (1921-2009)      | Partito Socialista Democratico Italiano (1965-1966) Partito Socialista Italiano - Partito Socialista Democratico Italiano Unificati (1966-1968) | 1º dicembre 1965  | 4 giugno 1968     | IV (1963)    |
| V Bilancio e programmazione - partecipazioni statali |                |                |                                 | |                   |                   |              |
| -                                                    |                |                | Flavio Orlandi (1921-2009)      | Partito Socialista Italiano | 11 luglio 1968    | 15 gennaio 1969   | V (1968)     |
| 5                                                    |                |                | Pietro Lezzi (1922-2013)        | Partito Socialista Italiano | 29 gennaio 1969   | 4 febbraio 1969   | V (1968)     |
| 6                                                    |                |                | Roberto Tremelloni (1900-1987)  | Partito Socialista Italiano (1969) Partito Socialista Democratico Italiano (1969-1972)                                                          | 5 febbraio 1969   | 24 maggio 1972    | V (1968)     |
| 7                                                    |                |                | Carlo Donat Cattin (1919-1991)  | Democrazia Cristiana | 11 luglio 1972    | 12 luglio 1972    | VI (1972)    |
| 8                                                    |                |                | Luigi Preti (1914-2009)         | Partito Socialista Democratico Italiano | 14 luglio 1972    | 7 luglio 1973     | VI (1972)    |
| 9                                                    |                |                | Alessandro Reggiani (1914-1993) | Partito Socialista Democratico Italiano | 18 settembre 1973 | 4 luglio 1976     | VI (1972)    |
| 10                                                   |                |                | Giuseppe La Loggia (1911-1994)  | Democrazia Cristiana | 27 luglio 1976    | 19 giugno 1979    | VII (1976)   |
| 10                                                   | 11 luglio 1979 | 11 luglio 1983 | Giuseppe La Loggia (1911-1994)  | Democrazia Cristiana | VIII (1979)       |                   |              |
| 11                                                   |                |                | Paolo Cirino Pomicino (1939)    | Democrazia Cristiana | 10 agosto 1983    | 1º luglio 1987    | IX (1983)    |
| V Bilancio, tesoro e programmazione                  |                |                |                                 | |                   |                   |              |
| -                                                    |                |                | Paolo Cirino Pomicino (1939)    | Democratico cristiano | 4 agosto 1987     | 13 aprile 1988    | X (1987)     |
| 12                                                   |                |                | Nino Cristofori (1930-2015)     | Democratico cristiano | 11 maggio 1988    | 23 luglio 1989    | X (1987)     |
| 13                                                   |                |                | Mario D'Acquisto (1931)         | Democratico cristiano | 18 ottobre 1989   | 15 ottobre 1991   | X (1987)     |
| 14                                                   |                |                | Angelo Tiraboschi (1939)        | Partito Socialista Italiano | 16 ottobre 1991   | 22 aprile 1992    | X (1987)     |
| 14                                                   | 17 giugno 1992 | 14 aprile 1994 | Angelo Tiraboschi (1939)        | Partito Socialista Italiano | XI (1992)         |                   |              |
| 15                                                   |                |                | Silvio Liotta (1935-2018)       | Forza Italia | 25 maggio 1994    | 8 maggio 1996     | XII (1994)   |
| 16                                                   |                |                | Bruno Solaroli (1939-2020)      | Democratici di Sinistra - L'Ulivo | 4 giugno 1996     | 27 settembre 1999 | XIII (1996)  |
| 17                                                   |                |                | Augusto Fantozzi (1940-2019)    | Democratici - L'Ulivo | 30 settembre 1999 | 29 maggio 2001    | XIII (1996)  |
| 18                                                   |                |                | Giancarlo Giorgetti (1966)      | Lega Nord Federazione Padana | 21 giugno 2001    | 27 aprile 2006    | XIV (2001)   |
| 19                                                   |                |                | Lino Duilio (1951)              | Partito Democratico-L'Ulivo | 6 giugno 2006     | 8 maggio 2008     | XV (2006)    |
| -                                                    |                |                | Giancarlo Giorgetti (1966)      | Lega Nord Padania | 22 maggio 2008    | 14 marzo 2013     | XVI (2008)   |
| 20                                                   |                |                | Francesco Boccia (1968)         | Partito Democratico | 7 maggio 2013     | 22 marzo 2018     | XVII (2013)  |
| 21                                                   |                |                | Claudio Borghi (1970)           | Lega - Salvini Premier | 21 giugno 2018    | 28 luglio 2020    | XVIII (2018) |
| 22                                                   |                |                | Fabio Melilli (1958)            | Partito Democratico | 29 luglio 2020    | 12 ottobre 2022   | XVIII (2018) |
| 23                                                   |                |                | Giuseppe Mangialavori (1975)    | Forza Italia - Berlusconi Presidente - PPE | 9 novembre 2022   | in carica         | XIX (2022)   |

## Procedure
La Commissione viene convocata per la prima volta dal presidente del Senato per procedere alla propria costituzione. L'Ufficio di Presidenza della Commissione, integrato dai rappresentanti dei gruppi, predispone il programma e il calendario dei lavori, che sono stabiliti in modo da assicurare l'esame in via prioritaria dei disegni di legge e degli altri argomenti compresi nel programma e nel calendario dell'Assemblea. Quando la discussione di un determinato argomento, anche non compreso nel programma, sia richiesta da almeno un quinto dei componenti della Commissione, l'inserimento nell'ordine del giorno in tempi brevi è rimesso all'Ufficio di Presidenza della Commissione stessa. Al termine di ciascuna seduta, di norma, il presidente della Commissione annuncia la data, l'ora e l'ordine del giorno della seduta successiva e viene di conseguenza stampato e pubblicato l'ordine del giorno.

## Composizione nella XIX legislatura (2022 -in corso)
Elenco dei membri ad aprile 2024
| Gruppo parlamentare | Gruppo parlamentare                                                          | Deputato                                              |
| ------------------- | ---------------------------------------------------------------------------- | ----------------------------------------------------- |
|                     | Forza Italia - Berlusconi Presidente - PPE                                   | Giuseppe Mangialavori (presidente)                    |
|                     | Fratelli d'Italia                                                            | Giovanni Luca Cannata (vicepresidente)                |
|                     | MoVimento 5 Stelle                                                           | Gianmauro Dell'Olio (vicepresidente)                  |
|                     | Partito Democratico - Italia Democratica e Progressista                      | Claudio Mancini (segretario)                          |
|                     | Lega - Salvini Premier                                                       | Nicola Ottaviani (segretario)                         |
|                     | Fratelli d'Italia                                                            | Carmen Letizia Giorgianni                             |
| Ylenja Lucaselli    | Fratelli d'Italia                                                            |                                                       |
| Andrea Mascaretti   | Fratelli d'Italia                                                            |                                                       |
| Fabio Rampelli      | Fratelli d'Italia                                                            |                                                       |
| Angelo Rossi        | Fratelli d'Italia                                                            |                                                       |
| Paolo Trancassini   | Fratelli d'Italia                                                            |                                                       |
| Andrea Tremaglia    | Fratelli d'Italia                                                            |                                                       |
|                     | Lega - Salvini Premier                                                       | Andrea Barabotti (in sostituzione di Massimo Bitonci) |
| Vanessa Cattoi      | Lega - Salvini Premier                                                       |                                                       |
| Silvana Comaroli    | Lega - Salvini Premier                                                       |                                                       |
| Rebecca Frassini    | Lega - Salvini Premier                                                       |                                                       |
|                     | Partito Democratico - Italia Democratica e Progressista                      | Maria Cecilia Guerra                                  |
| Silvio Lai          | Partito Democratico - Italia Democratica e Progressista                      |                                                       |
| Ubaldo Pagano       | Partito Democratico - Italia Democratica e Progressista                      |                                                       |
| Silvia Roggiani     | Partito Democratico - Italia Democratica e Progressista                      |                                                       |
|                     | Forza Italia - Berlusconi Presidente - PPE                                   | Francesco Cannizzaro                                  |
| Mauro D'Attis       | Forza Italia - Berlusconi Presidente - PPE                                   |                                                       |
| Roberto Pella       | Forza Italia - Berlusconi Presidente - PPE                                   |                                                       |
|                     | MoVimento 5 Stelle                                                           | Ida Carmina                                           |
| Leonardo Donno      | MoVimento 5 Stelle                                                           |                                                       |
| Daniela Torto       | MoVimento 5 Stelle                                                           |                                                       |
|                     | Azione-Popolari Europei Riformatori-Renew Europe                             | Giulio Cesare Sottanelli                              |
|                     | Alleanza Verdi e Sinistra                                                    | Marco Grimaldi                                        |
|                     | Noi moderati (Noi con l'Italia, Coraggio Italia, UdC, Italia al Centro)-MAIE | Francesco Saverio Romano                              |
|                     | Italia Viva-Il Centro-Renew Europe                                           | Luigi Marattin                                        |
|                     | Misto-Minoranze linguistiche                                                 | Dieter Steger                                         |